# Hemangioom
Een hemangioom is een goedaardige woekering van bloedvaten (goedaardige tumoren). Ze kunnen in alle organen voorkomen. In de huid liggende hemangiomen zijn meestal erg zichtbaar als paarse of rode vlekken of bobbels. Een hemangioom kan arteriële, veneuze en/of capillaire elementen bevatten en uit respectievelijk slagaders, aders en haarvaten bestaan. Als de woekering vooral bestaat uit steuncellen van de vaatwand (zogenaamde glomuscellen), is de woekering een glomangioom of glomustumor. Ook lymfevaten kunnen angiomen vormen: lymfangiomen.
In het verleden werden verschillende termen op een verwarrende wijze door elkaar gebruikt. Tegenwoordig wordt gepropageerd de term hemangioom te reserveren voor verworven bloedvatwoekeringen. Afwijkingen als wijnvlek of arterioveneuze fistels zijn al bij de geboorte aanwezig en worden gegroepeerd als vaatmalformaties (aanlegstoornissen). Verworven afwijkingen waarbij in aanleg normale bloedvaten dikker worden dan normaal, zoals spataderen en aneurysmata, worden geen hemangiomen genoemd, omdat het verwijding van normale vaten betreft, zonder dat het aantal vaten toeneemt.
Er bestaan vele verschillende soorten hemangiomen, zowel wat betreft de locatie, als het type, als de oorzaak. De meeste zijn onschadelijk, maar soms kunnen bloedingen optreden, of zelfs beschadigingen van bloedcellen door turbulente stroming in het hemangioom. Veel hemangiomen zijn erg ontsierend en veroorzaken psychisch leed. Behandeling is soms wel, soms niet nodig of mogelijk. Operaties zijn vaak moeilijk door het grote bloedverlies.
Specifieke typen hemangioom zijn:
- Aardbeihemangioom, een rode zwelling bij jonge kinderen
- Caverneus hemangioom
- Naevus araneus
- seniel hemangioom (cherry hemangioma)
- Granuloma teleangiectaticum, een rood gezwelletje dat kan ontstaan na verwonding
- Leverhemangioom

Specifieke vaatmalformaties zijn:
- Wijnvlek, paarsrode of blauwige vlek in het gelaat
- Ooievaarsbeet of naevus van Unna
- Arterioveneuze malformatie
- Syndroom van Sturge-Weber